# Savoia (departament)
La Savoia  (73) (Savoie en francès i Savouè en francoprovençal) és un departament francès situat a la regió d'Alvèrnia-Roine-Alps. La capital és Chambéry.
Històricament formava, amb el departement de l'Alta Savoia, el comtat i posteriorment ducat de Savoia, part del Regne de Sardenya fins a l'any 1860, en què esdevingué el darrer territori metropolità annexionat a França.

## Geografia
El departament de Savoia forma part de la regió d'Alvèrnia-Roine-Alps. Limita amb els departaments de l'Alta Savoia al nord, Ain a l'oest, Isère i Alts Alps al sud, així com amb Itàlia a l'est.

## Història
Entre 1792 i 1814 el Ducat de Savoia fou ocupat per la França Revolucionària, i el 1860 a conseqüència del suport francès a la unificació italiana la regió històrica de la Savoia fou cedida al Segon Imperi Francès de Napoleó III, pels Acords de Plombières que van dur a la segona guerra de la independència italiana creant els actuals departaments de Savoia i l'Alta Savoia.

### Origen del nom
El nom de Savoia prové del d'una regió de la Gàl·lia coneguda com a Sapàudia, entre els helvecis al nord i els al·lòbroges al sud. El territori que ocupa la regió en l'actualitat és menor que el de temps enrere.

## Economia
Ultra les antigues activitats tradicionals ramaderes i agrícoles, la mineria i la indústria, la segona meitat del segle xx veié l'auge del turisme hivernal a la Savoia, on ha esdevingut una font de riquesa de primer ordre. Compta amb les principals estacions d'esquí del món, tant a nivell de facturació, com de mida, com de nombre d'esquiadors. Les més importants es concentren essencialment a la Tarentèsa (nom que rep la part alta de la vall de l'Isère). Aquesta concentració provoca una forta pressió sobre les infraestructures, cosa que ha dut en el cas del tren a l'establiment d'enllaços per TGV amb París, Londres i el Benelux i en el cas de les carreteres al col·lapse de les autopistes que hi menen cada dissabte de la temporada hivernal (dia de canvi a les estacions).
El dinamisme dels centres hivernals permeté l'organització dels Jocs Olímpics d'Hivern de 1992 a Albertville.

### Centres hivernals destacables
Llista amb els centres savoiards que venen més d'1 milió de forfets diaris (o equivalent) per temporada:
- les Arcs (Paradiski)
- Courchevel (les 3 Vallées)
- les Menuires (les 3 Vallées)
- Méribel (les 3 Vallées)
- la Plagne (Paradiski)
- Tignes (l'Espace Killy)
- Val d'Isère (l'Espace Killy)
- Val Thorens (les 3 Vallées)